# Karel Jareš
Karel Jareš (24. června 1900 Rožmitál pod Třemšínem – 25. října 1993 Rožmitál pod Třemšínem) byl český učitel a dlouhodobý starosta města Rožmitál pod Třemšínem v letech 1933–1945 a 1946–1948.

## Životopis

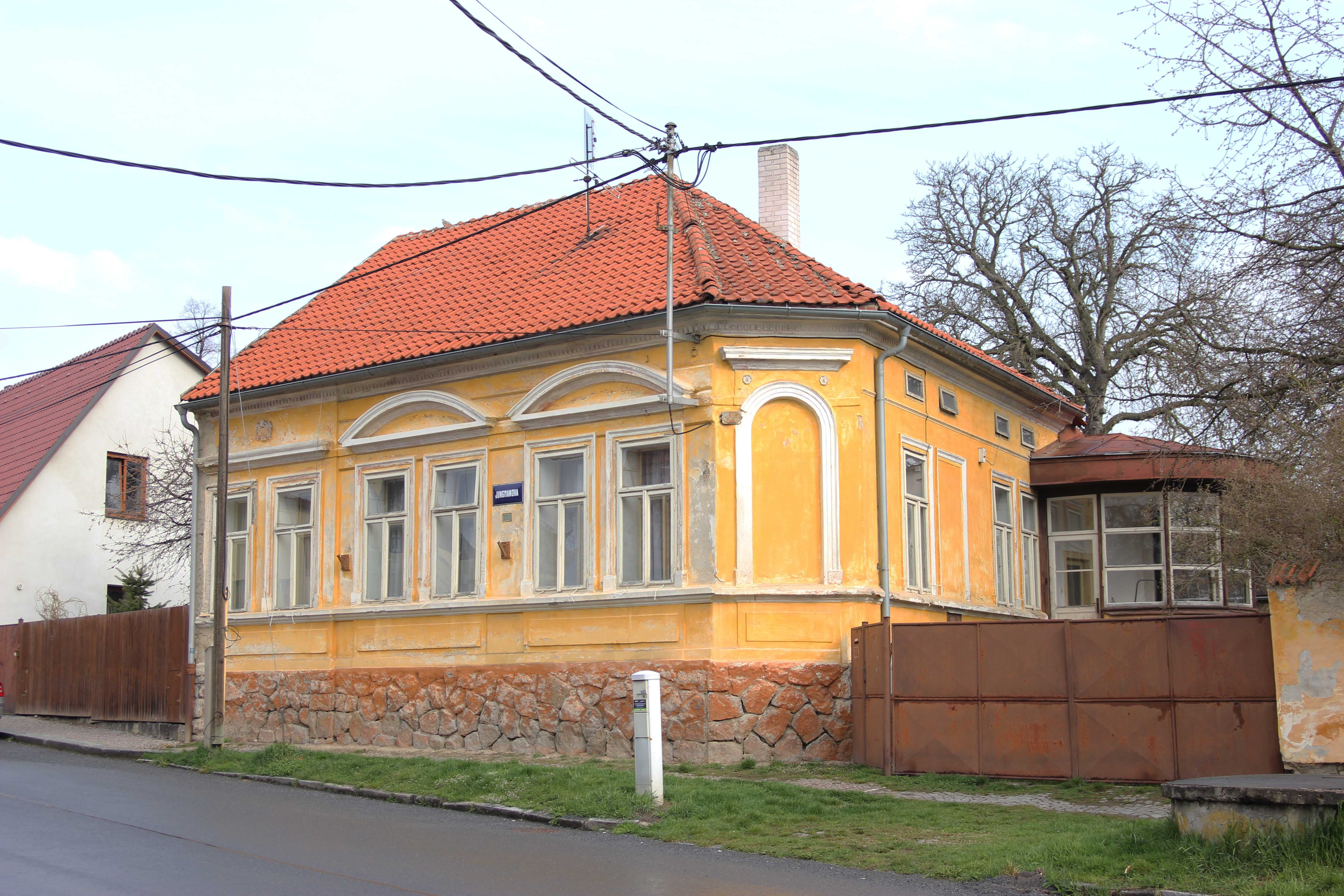
Dům v Jungmanově ulici v Rožmitále, ve kterém žil Karel Jareš

Narodil se 24. června 1900 rožmitálskému staviteli Janu Jarešovi a Marii rozené Mirtlové. Od roku 1926 byl učitelem v měšťanské škole v Rožmitále, nejdříve jako zastupující učitel a od roku 1928 jako odborný učitel dívčí školy. Učil zeměpis a hudební výchovu. Uměl velmi dobře hrát na harmonium. Velmi aktivně se podílel na kulturním životě ve městě a obecní správě. V roce 1927 byl veden jako I. náměstek obecního zastupitelstva, jednatel místní Osvětové komise a knihovní rady, režisér v Sokole, jednatel pěveckého kroužku, předseda finanční a stavební komise a člen Literárního kruhu. Také byl členem redakce, která doplnila druhé vydání knihy Město Rožmitál a jeho okolí Františka Augustina Slavíka, kterou vydal Literární kruh v roce 1930. V letech 1933–1945 byl starostou Rožmitálu pod Třemšínem. Na začátku 2. světové války se stýkal s osobnostmi zapojenými do ilegálního protinacistického odboje na Rožmitálsku mezi nimiž byli Jaroslav Pompl a František Lízl. Sám se zapojil do odboje spojením s ústředím domácího odboje v Praze. Za války také zastával funkci vládního komisaře, což mu bylo po skončení války vytýkáno, Jareš se ale bránil, že byl k přijetí funkce donucen. Od 27. května 1946 do 22. září 1948 zastával funkci předsedy národního výboru. Poté byl donucel ve funkci skončit a znovu se vrátil k profesi učitele. Musel však vyučovat jinde než v Rožmitále.
V roce 1990 mu byl udělen čestný titul starosty města Rožmitál. Toto čestné uznání mu bylo veřejně uděleno k jeho výročí 90. narozenin a jako odměna za úslužnou a obětavou práci ve prospěch města a za léta diskriminace.